# Football Club de Metz (féminines)
Ne doit pas être confondu avec l'ancien de club féminin des années 1970-80
Maillots
Actualités
Dernière mise à jour : 22 octobre 2024.
La section féminine du Football Club de Metz, abrégé en FC Metz, ou anciennement Association sportive d'Algrange est un club de football féminin français basé à Metz, en Moselle et fondé en 1999 à Algrange.
Les Algrangeoises atteignent pour la première fois de leur histoire la Division 2 en 2008, après avoir passé plusieurs saisons au sein de la Ligue de Lorraine et de la Division 3, et accèdent finalement à la Division 1 à l'issue de la saison 2013-2014. C'est à cette occasion que la section fusionne avec le FC Metz dans l'optique de pérenniser le club en Division 1. Sur le plan régional, le FC Metz possède le meilleur palmarès de la région Lorraine et le deuxième meilleur palmarès de la région Grand Est derrière le Stade de Reims.
Le club évolue en Seconde Ligue depuis 2020 et évolue au stade Dezavelle à Longeville-lès-Metz.

## Histoire

### AS Algrange - section féminine

#### La création et les débuts (1999-2000)
C'est en 1999, sous l'impulsion de Rémy Bruguerra et avec le renfort de Khadidja Bettahar - qui évoluera dans l'équipe première jusqu'à la saison 2011 -, qu'une section de football féminin est créée à l'Association Sportive d'Algrange, dont l'équipe masculine, fondée en 1946, n'a jamais réussi à percer au niveau national, et évolue encore aujourd'hui au niveau régional de la Ligue du Grand Est.

#### La naissance d'une suprématie régionale (2000-2004)
Dès sa première saison en Promotion d'Honneur (2000-2001), l'équipe remporte la compétition et accède de ce fait à la division supérieure, la Division d'Honneur de Lorraine. Elle terminera à la deuxième place de ce championnat régional les deux saisons suivantes, manquant ainsi de peu la montée en Division 3. Elle atteint finalement cet échelon au bout de la troisième tentative (saison 2003-2004), en remportant le championnat, un an après avoir levé son premier trophée, la Coupe de Moselle. Sa domination régionale, entrevue dès cette époque avec deux finales successives (2003 et 2004) en Coupe de Lorraine, ne cessera par la suite de s'amplifier. En effet, les Algrangeoises glaneront entre 2003 et 2013 pas moins de six Coupes de Lorraine, et le club s'installera progressivement, grâce à ses résultats et à sa formation, comme un pôle d'attraction régional pour les meilleures joueuses de la région. Ainsi, en 2014, lors de sa montée en Division 1, la très grande majorité des joueuses étaient originaires de Lorraine, formées au club ou provenant des clubs lorrains des divisions inférieures comme le FC Woippy ou l'ASFF Épinal.

#### La Division 3: premier palier vers l'élite (2004-2008)
Les Algrangeoises restent quatre saisons en Division 3 (2004 à 2008), finissant systématiquement à des places d'honneur : 4e en 2006, et surtout 3e en 2007 derrière l'AS Montigny et l'US Gravelines. Elles sont même proche d'être promues dès leur première saison : elles se qualifient pour le tournoi final en terminant 2e de leur groupe, mais échouent de justesse dans leur quête face au CPBB Rennes et au FC Domont. Cette période voit également s'accentuer la domination progressive du club dans le football féminin de la Ligue de Lorraine, avec notamment ses trois premières victoires en Coupe de Lorraine. La percée du club jusqu'en quart de finale du Challenge de France lors de la saison 2006-2007 lui donne également un surplus de notoriété ; elles n'y seront défaites que 3 buts à 0 par le club de Division 1 du Montpellier HSC, futur vainqueur de la compétition. Les Algrangeoises accèdent finalement à la Division 2 au terme de la saison 2007-2008, où elles finissent Vice-championnes de Division 3, échouant 1 but à 0 en finale face à Limoges Landouge Foot.

#### La Division 2: second palier vers l'élite (2008-2014)
Le passage du club en Division 2 sera plus compliqué, avec des hauts (4e du Groupe A lors de la saison 2009-2010) et des bas (10e du Groupe A en 2011-2012). Cette période sera marquée par de nombreux changements d’entraîneurs et la fin d'une époque en 2011, avec la retraite sportive de Khadidja Bettahar, joueuse emblématique du club. En 2012, Gérôme Henrionnet prend les rênes de l'équipe.
La saison 2013-2014 sera finalement décisive. Un peu à la surprise générale (l'équipe avait fini la saison précédente à une modeste 5e place), l'AS Algrange domine outrageusement son groupe et ne concède que deux défaites et un nul sur 22 matchs. Elle termine 1re de son groupe avec 7 points d'avance sur les Alsaciennes du FC Vendenheim et accède, pour la première fois de son histoire, à l'élite du football féminin français. L'ASPTT Albi, dans le groupe C, ayant glané 83 points contre 80 pour les Algrangeoises à l'issue de la saison, l'AS Algrange ne remporte cependant qu'un titre honorifique de Vice-champion de Division 2.

### FC Metz - section féminine

#### L'ambition de pérenniser le club en Division 1 (2014)
Cette accession au plus haut échelon national entraîne un rapprochement, puis une fusion le 28 mai 2014 de la section féminine de l'AS Algrange avec le club professionnel masculin du FC Metz. Notons que le FC Metz a déjà possédé dans son histoire - du milieu des années 1970 à la fin des années 1980 - une section de football féminin dont les principaux faits d'armes furent d'atteindre deux fois la demi-finale du Championnat de Division 1, en 1980 et en 1982. Entraînements et "grosses" affiches auront lieu dans les structures du club messin - en particulier le Stade Saint-Symphorien - et les rencontres restantes seront disputées dans le stade historique du club (Stade Municipal du Batzenthal). Angélique Roujas, ancienne internationale française et responsable pendant dix ans au Pôle national de Clairefontaine rejoint le club grenat en tant que Manager Générale. Pour cette première saison en Division 1, le club messin effectue un important recrutement à l'intersaison pour renforcer l'effectif - composé à 90 % de joueuses de la région, avec notamment les arrivées de quatre internationales étrangères (Simone Jatoba, Daniela Gurz (en), Getter Laar (en) et Rigoberte M'Bah) et de deux internationales françaises juniors, Héloïse Mansuy et Marie-Charlotte Léger.

#### L'ascenseur mais succès sur le plan régional (2015 - 2020)
Lors de la première saison en Division 1 dans l'histoire du club, le FC Metz termine 10e, à trous points de l'ASPTT Albi, synonyme de relégation. En Coupe de France, le club atteint les 1/8èmes de finales de la compétition, se faisant éliminer par le FC Vendenheim-Alsace (Division 2) sur le score de deux buts à zéro. En parallèle, sur le plan régional, le FC Metz remporte sa huitième Coupe de Lorraine en s'imposant quatre buts à zéro dans le derby face à l'ESAP Metz. À l'issue de cette saison, Gérôme Henrionnet, alors entraîneur du club depuis 2012 est remplacé par David Fanzel qui arrive en provenance de l'équipe sénior masculine du CSO Amnéville.
Lors de la saison suivante, Metz termine largement leader de son groupe en Division 2  devant l'Arras FCF et accède de nouveau à la Division 1 pour la deuxième fois de son histoire. Lors de la Coupe de France, Metz s'illustre en terminant en quart de finale face au Paris Saint-Germain FC, c'est la deuxième fois de son histoire que Metz atteint ce niveau après son parcours en 2006-2007.
En 2016-2017, le FC Metz réalise une saison catastrophique et termine logiquement dernier du championnat de Division 1 avec douze points (seulement trois victoires en vingt-deux matchs) et sort en 1/8ème de finale de Coupe de France face au Rodez AF. Petite consolation pour les féminines qui remportent la Coupe de Lorraine pour la neuvième fois dans un nouveau derby face à l'ESAP Metz sur le score de trois buts à un.
De retour en Division 2, le FC Metz réalise une saison parfaite en championnat et obtient son premier titre de champion de Division 2. En Coupe de France, Metz sort une nouvelle fois en 1/8ème de finale face cette fois-ci à l'AS Saint-Étienne. À l'issue de cette saison, lors du derby lorrain face à l'AS Nancy-Lorraine, le FC Metz remporte sa dixième et dernière Coupe de Lorraine, cette dernière s'arrêtant définitivement pour faire place à la toute nouvelle "Coupe du Grand Est", Metz est donc le club le plus titré de l'histoire de la Coupe de Lorraine.
En 2018-2019, David Fanzel quitte le club et est remplacer par Manuel Peixoto. Le FC Metz retrouve une nouvelle fois la Division 1 pour la troisième fois depuis la saison 2014-2015. Cette fois-ci, le club se maintient dans le championnat en terminant 10e, juste devant le LOSC Lille. En Coupe de France, le FC Metz s'incline en 1/8ème de finale deux buts à zéro face au FC Fleury 91. Sur le plan régional, Metz remporte sa première Coupe du Grand Est dans le derby lorrain face à l'AS Nancy-Lorraine sur le score de trois buts à zéro. Lors de la saison suivante, Metz termine une nouvelle fois dernier de Division 1 avec un bilan cataclysmique de deux points en seize rencontres malgré l'arrêt du championnat à cause du virus du Covid-19. Par ailleurs, l'entraîneur Manuel Peixoto quitte le club en décembre 2019 et se voit remplacer par Mickaël Maurice dès janvier 2020.

#### Retour en deuxième division (depuis 2020)
Lors de la saison 2020-2021 le FC Metz est entraîner par la canadienne Jessica Silva. Le FC Metz se maintient durant trois saisons dans le haut de tableau de Division 2 malgré une 9e place décevante lors de l'exercice 2023-2024. En Coupe de France, Metz déçoit aussi avec un 1/8ème de finale lors de la saison 2022-2023 et de deux éliminations lors du 1er tour fédéral en 2021-2022 face au LOSC Lille et en 2023-2024 face au CA Paris 14.
Lors du début de saison 2024-2025 en Seconde Ligue, Marine Morel est annoncé comme nouvelle entraîneuse du club, le président historique du club René Franceschetti quitte ses fonctions et est remplacer par Pierre Gillet, désormais ex-président de "l'Association FC Metz". Après avoir successivement éliminé l'ES Molsheim Ernolsheim au 1er tour (4-0), puis le Puy Foot 43 au 2e tour (4-0), le FC Metz se qualifie pour les 1/16èmes de finales de la Coupe de France.

## Identité du club

### Logos

Logo du FC Metz utilisé aussi par la section féminine entre 2014 et 2021
Logo du FC Metz utilisé aussi par la section féminine depuis 2021

## Dates clés
- 1999 : Mise en place de la section féminine de l'AS Algrange par Rémy Bruguerra et Khadidja Bettahar
- 2001 : Promotion en Division d'Honneur de Lorraine (DH)
- 2003 : Premier trophée régional en remportant la Coupe de Moselle
- 2004 : Champion de DH Lorraine, Promotion en Division 3 Nationale (D3)
- 2006 : Première Coupe de Lorraine (remportée face à l'ASFF Épinal)
- 2007 : 1/4 de finale de Challenge de France perdu contre Montpellier
- 2008 : Vice-champion de D3, Promotion en Division 2 Nationale (D2)
- 2009 : Mise en place d'une section féminine des -17 ans en championnat ligue
- 2010 : 5e Coupe de Lorraine consécutive (remportée face à l'ASFF Épinal)
- 2011 : Labellisation de l'école de Football féminin du club par la Fédération française de football
- 2014 : Vice-champion de D2, Promotion en Division 1 Nationale (D1), Fusion de la section avec le FC Metz
- 2018 : Champion de D2, Promotion en Division 1 (D1)

## Résultats sportifs

### Palmarès
Le palmarès du FC Metz comporte principalement un championnat de Division 2 ainsi que dix Coupe de Lorraine.
Le tableau suivant liste le palmarès du club dans les différentes compétitions officielles au niveau national et régional. Le FC Metz prend la succession de l'AS Algrange.
| Compétitions nationales | Compétitions régionales |
| - Championnat de France de Première Ligue - Meilleure performance : 10e en 2019. - Championnat de France de Seconde Ligue : - Champion : 2018. - Vice-champion : 2014 et 2016. - Championnat de France de Division 3 : - Vice-champion : 2008. - Coupe de France - Meilleure performance : 1/4 de finaliste en 2007 et 2015. | - DH Lorraine (1) - Champion : 2004. - Promotion d'Honneur (1) - Champion : 2001. - Coupe de Lorraine (10) - Vainqueur : 2006, 2007, 2008, 2009, 2010, 2013, 2014, 2015, 2017 et 2018. - Finaliste : 2003 et 2004. - Coupe de Moselle (3) - Vainqueur : 2003, 2012 et 2013. - Coupe du Grand Est - Vainqueur : 2019. - Coupe de Lorraine Futsal (1) - Vainqueur : 2008. - Coupe de Moselle Futsal (2) - Vainqueur : 2008 et 2009. |

### Bilan saison par saison
Le tableau suivant retrace le parcours de l'équipe première depuis la création du club en 1999, le FC Metz-Algrange prenant la succession de l'AS Algrange.
| Édition   | Division 1 | Division 2          | Division 3                          | Divisions Régionales | Coupe de France     |
| 1999-2000 | -          | -                   |                                     | ...                  |                     |
| 2000-2001 | -          | -                   | Champion Promotion d'Honneur        |                      |                     |
| 2001-2002 | -          | -                   | 2e DH Lorraine                      | 3e tour régional     |                     |
| 2002-2003 | -          | -                   | -                                   | 2e DH Lorraine       | 1er tour fédéral    |
| 2003-2004 | -          | -                   | -                                   | Champion DH Lorraine | ...                 |
| 2004-2005 | -          | -                   | 2e (Gr. A) 3e (Tournoi Final Gr. A) | -                    | 1/8e de finale      |
| 2005-2006 | -          | -                   | 4e (Gr. B)                          | -                    | 2e tour fédéral     |
| 2006-2007 | -          | -                   | 3e (Gr. C)                          | -                    | 1/4 de finale       |
| 2007-2008 | -          | -                   | 2e (Gr. C) 1er (Tournoi Final 2)    | -                    | 2e tour fédéral     |
| 2008-2009 | -          | 6e (Gr. B)          | -                                   | -                    | 2e tour fédéral     |
| 2009-2010 | -          | 4e (Gr. A)          | -                                   | -                    | 16e de finale       |
| 2010-2011 | -          | 7e (Gr. A)          | Championnat inexistant              | -                    | 32e de finale       |
| 2011-2012 | -          | 10e (Gr. A)         | Championnat inexistant              | -                    | 32e de finale       |
| 2012-2013 | -          | 5e (Gr. A)          | Championnat inexistant              | -                    | 32e de finale       |
| 2013-2014 | -          | 1er (Gr. A)         | Championnat inexistant              | -                    | 16e de finale       |
| 2014-2015 | 10e        | -                   | Championnat inexistant              | -                    | 8e de finale        |
| 2015-2016 |            | 1er (Gr. A)         | Championnat inexistant              | -                    | Quart de finale     |
| 2016-2017 | 12e        | -                   | Championnat inexistant              | -                    | 8e de finale        |
| 2017-2018 |            | 1er(Gr. A)          | Championnat inexistant              | -                    | 8e de finale        |
| 2018-2019 | 10e        | -                   | Championnat inexistant              | -                    | 8e de finale        |
| 2019-2020 | 12e        | -                   | Championnat inexistant              | -                    | 8e de finale        |
| 2020-2021 | -          | Compétition arrêtée | Championnat inexistant              | -                    | Compétition arrêtée |
| 2021-2022 | -          | 4e (Gr.A)           |                                     |                      | 1er tour fédéral    |
| 2022-2023 | -          | 2e (Gr.A)           |                                     |                      | 8e de finale        |
| 2023-2024 |            | 9e                  |                                     |                      | 1er tour fédéral    |

## Personnages emblématiques du club

### Présidents
Présidents de l'Association FC Metz
- Claude Fiorina (jusqu'en 2013)
- Jacques Merel (2013 à 2014)
- Pierre Gillet (depuis 2014)

Président de la section féminine
- René Franceschetti  (2014 à 2024)
- Pierre Gillet (depuis 2024)

### Entraîneurs
- Grégory Sellier (2003~ à 2004)
- Alain Happe (2007~ à 2012)
- Gérôme Henrionnet (2012 à 2015)
- David Fanzel (2015 à oct. 2018)
- Manuel Peixoto (oct. 2018 à déc. 2019)
- Mickaël Maurice (2020)
- Jessica Silva (août 2020 à 2023)
- José Pinot  (2023 à 2024)
- Marine Morel (depuis juin 2024)

### Joueuses emblématiques
- Khadidja Bettahar (cofondatrice du club et joueuse, des débuts à la saison 2010-2011 de D2)
- Adeline Janela (8e saison au club qui l'a formée, a participé aux montées en D2, puis en D1)
- Justine Oswald (8e saison au club, capitaine, a participé aux montées en D2, puis en D1)
- Julie Wojdyla (8e saison au club, a participé aux montées en D2, puis en D1)

## Rivalités

### Le derby lorrain face à l'AS Nancy-Lorraine
Comme chez les hommes, le derby lorrain entre le FC Metz et l'AS Nancy-Lorraine représente le match le plus important de la saison chez les féminines des deux clubs. Le tableau ci-dessous récapitule les rencontres entre les deux clubs depuis la fusion de l'AS Algrange avec le club du FC Metz en 2014.
Au total, le bilan est de trois victoires pour le FC Metz, un match nul et aucune victoire en quatre matchs pour l'AS Nancy-Lorraine.
| Saison    | Championnat        | Rencontre  | Rés. | Date            | Buteuse(s) pour Nancy | Buteuse(s) pour Metz                                       | Spectateurs |
| --------- | ------------------ | ---------- | ---- | --------------- | --------------------- | ---------------------------------------------------------- | ----------- |
| 2015-2016 | Division 2         | Nancy-Metz | 1-3  | 18 octobre 2015 | Sabrina Loukombo 83e  | Julie Wojdyla 26e, Elodie Martins 51e, Juliane Gathrat 74e | 200         |
| 2015-2016 | Division 2         | Metz-Nancy | 0-0  | 20 mars 2016    | -                     | -                                                          | 2060        |
| 2017-2018 | Coupe de Lorraine  | Metz-Nancy | 1-0  | 9 juin 2018     | ?                     | -                                                          | ?           |
| 2018-2019 | Coupe du Grand Est | Nancy-Metz | 0-3  | 1er juin 2019   | -                     | Christy Gavory 13e, Léa Khelifi 52e 67e                    | ?           |

### Le derby de l'Est face au RC Strasbourg-Alsace
Le "derby de l'Est" entre le FC Metz et le RC Strasbourg-Alsace existe aussi chez les féminines depuis la montée en Division 2 du RCSA lors de la saison en 2021-2022 (aucun derby de joué en raison de l'arrêt du championnat dû au Covid-19). Cette rencontre attire énormément de supporters du côté du FC Metz pour un match de football féminin en seconde division.
Le bilan est en la faveur du RC Strasbourg-Alsace avec trois victoires sur quatre matchs pour une seule victoire pour le FC Metz.
| Saison    | Championnat | Rencontre       | Rés. | Date             | Buteuse(s) pour Strasbourg | Buteuse(s) pour Metz                  | Spectateurs |
| --------- | ----------- | --------------- | ---- | ---------------- | -------------------------- | ------------------------------------- | ----------- |
| 2022-2023 | Division 2  | Strasbourg-Metz | 3-2  | 21 janvier 2023  | Latifah Abdu 19e, 63e, 72e | Amélie Delabre 10e, Océane Picard 92e | 126         |
| 2022-2023 | Division 2  | Metz-Strasbourg | 2-0  | 21 mai 2023      | -                          | Inès Boutaleb 8e, Amélie Delabre 20e  | 450         |
| 2023-2024 | Division 2  | Strasbourg-Metz | 1-0  | 26 novembre 2023 | Laurine Hannequin 67e      | -                                     | 221         |
| 2023-2024 | Division 2  | Metz-Strasbourg | 0-2  | 21 avril 2024    | Kenza Chapelle 21e, 51e    | -                                     | 419         |